# Kang Woo-suk
En aquest nom coreà, el cognom és Kang.
Kang Woo-suk (coreà: 강우석)  (Gyeongju, 10 de novembre de 1960) és un productor, guionista i director de cinema sud-coreà. Sovint ha estat anomenat l'home més poderós del cinema coreà, encapçalant la llista de la revista Cine21 dels "50 homes més poderosos del cinema coreà" durant set anys consecutius de 1998 a 2004.
Kang va començar com a director de pel·lícules de comèdia d'èxit abans de dirigir Two Cops el 1993, un èxit de taquilla l'èxit del qual en aquell moment només va ser superat per Sopyonje. Més recentment, ha dirigit diverses superproduccions coreanes, com ara la sèrie Public Enemy (Public Enemy, Another Public Enemy), i Public Enemy Returns) i Silmido.
Després de l'èxit de Two Cops, Kang va fundar la seva pròpia empresa de producció i distribució, Cinema Service, que des de llavors s'ha convertit en l'estudi de producció pròpia més gran de la indústria cinematogràfica coreana i juntament amb CJ Entertainment, un dels dos distribuïdors de pel·lícules més grans de Corea del Sud. L'any 2005 Kang va deixar el càrrec de president del Servei de Cinema, al·legant que té la intenció de concentrar-se més en els seus projectes personals de cinema.

## Filmografia seleccionada
- The Map Against The World (2016)
- Fists of Legend (2013)[3]
- Glove (2011)
- Moss (2010)[4]
- Public Enemy 3 (2008)
- Hanbando (2006)
- Another Public Enemy (2005)
- Silmido (2003)
- Public Enemy (2002)
- Two Cops 2 (1996)
- Two Cops (1993)

## Premis
- 1994 30ns Baeksang Arts Awards: Millor Director (Two Cops)
- 2004 24ns Blue Dragon Film Awards: Millor Director (Silmido)
- 2010 18ns Chunsa Film Art Awards: Millor Director (Moss)
- 2010 47ns Grand Bell Awards: Millor Director (Moss)
- 2010 31ns Blue Dragon Film Awards: Millor Director (Moss)